# Symfoni nr 38 (WA Mozart)
Symfoni No. 38 D-dur, K. 504 Prag-symfonin. Komponerad av tonsättaren Wolfgang Amadeus Mozart år 1786.
1. Adagio; Allegro
2. Andante
3. Finale: Presto